# Cyclops bracteatus
Cyclops bracteatus – gatunek widłonoga z rodziny Cyclopidae, nazwa naukowa gatunku została po raz pierwszy opublikowana w 1776 roku przez duńskiego przyrodnika Otto Friedricha Müllera.